# 나가쓰마 아키라
나가쓰마 아키라(일본어: 長妻昭, 1960년 6월 14일~)는 일본의 정치인이다. 하토야마 유키오 내각에 이어 간 내각에서 후생노동대신을 맡았다. 민주당 정권이 무너진 후에는 에다노 유키오와 함께 구 입헌민주당 창당에 참여했다. 과거 신 입헌민주당 부대표를 역임 했다. 대표적인 리버럴 정치인으로 분류된다. 지역구는 도쿄도 제7구이다.

## 생애

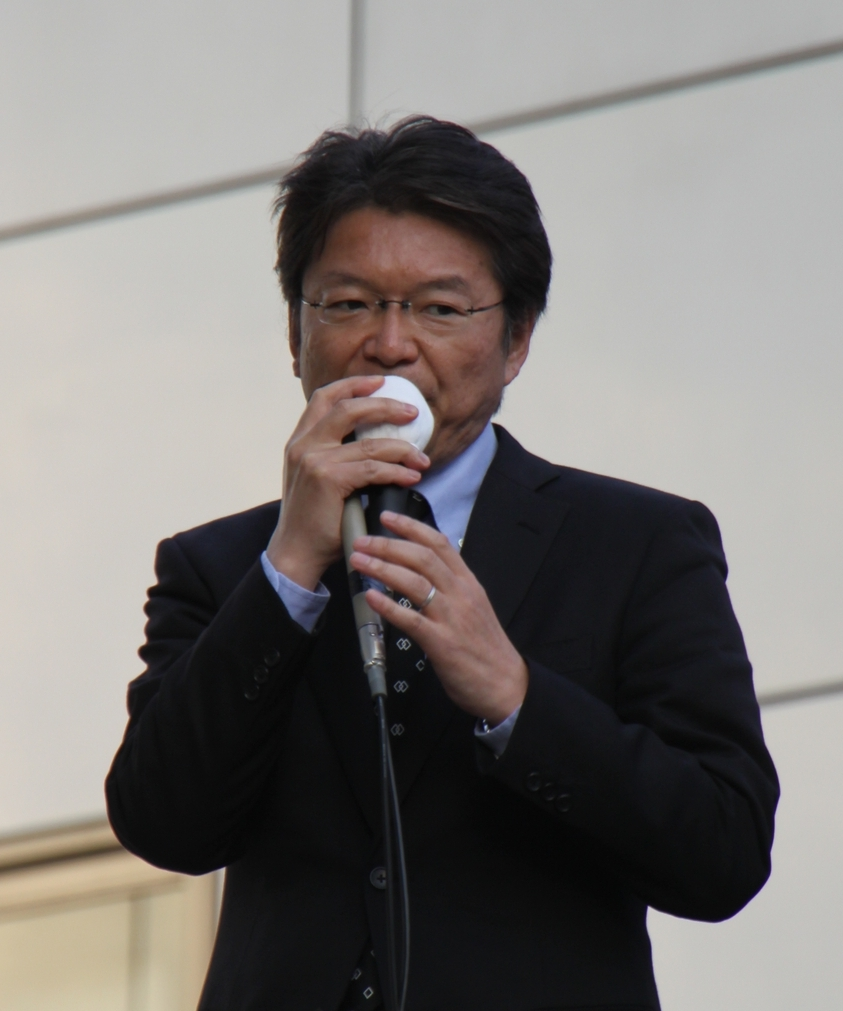
2009년 모습

도쿄도 네리마구에서 태어나 게이오기주쿠 대학 법학부를 졸업하였다. 닛폰 전기에서 영업직으로 일하다 닛케이 비즈니스에 기자로 들어가 금융, 행정, 정치 등을 담당하였다. 기자를 그만두고 1995년 제17회 참의원 선거에 입후보했으나 낙선하였고, 그 후 신당 사키가케를 거쳐 구 민주당 결성에 참여하였다. 1996년 제41회 중의원 선거에서 도쿄 10구 및 도쿄권 비례대표에 중복으로 입후보했으나 자유민주당의 고바야시 고키 후보에게 패하였다.
2000년 제42회 중의원 선거에서 도쿄 7구에 입후보해 처음 당선되었고, 2003년 제43회 중의원 선거, 2005년 제44회 중의원 선거, 2009년 제45회 중의원 선거에서 거듭 당선되며 4선에 성공하였다. 이 중 44회 선거는 지역구였던 도쿄 7구에서 낙선했지만, 도쿄권 비례대표로 당선되어 의원직을 유지하게 되었다. 이후 후생노동성에서 연금기록 5000만 건이 사라진 점을 집요하게 추적해 '미스터 연금'이라는 별명을 얻게 되었다.
2009년 출범한 하토야마 유키오 내각에서 후생노동대신으로 입각해 관료주의 타파를 목표로 내걸고 여러 활동을 벌였다. 그러나 관료조직과 지나치게 갈등하면서 물의를 빚었으며 하토야마를 이어 간 나오토가 총리직에 오르자 민주당 당무에 집중하기 위해 장관직에서 물러났다. 민주당이 참패한 제46회 중의원 선거에서는 도쿄 7구에서 다시 당선되었다. 도쿄도에서 당선된 민주당 후보는 그와 나가시마 아키히사 밖에 없었다. 제47회 중의원 선거에서는 도쿄도에서 민주당 후보로 자신만 당선되었다. 2015년 가이에다 반리 대표의 사퇴로 치러진 민주당 대표 선거에 리버럴 진영의 지지를 받아 출마했지만 오카다 가쓰야, 호소노 고시에 밀려 낙선하였다.
제48회 중의원 선거에서 민진당의 마에하라 세이지 대표가 희망의 당 합류를 위한 무공천 방침을 정하자 이에 반발하며 에다노 유키오와 함께 리버럴 진영을 중심으로 입헌민주당을 창당해 대표대행을 맡았다. 이후 자신의 지역구인 도쿄도 제7구에서 압도적으로 재선에 성공하였다. 선거 후에는 도쿄도 내 지역구 당선자를 대거 배출한 공을 인정받아 도쿄도 당 회장에 임명되었다.

## 역대 선거 결과
|  | 35.71% |

|  | 43.06% |

|  | 42.12% |

|  | 61.26% |

|  | 38.25% |

|  | 44.61% |

|  | 50.52% |

|  | 49.25% |